# 石馬坪粟特墓

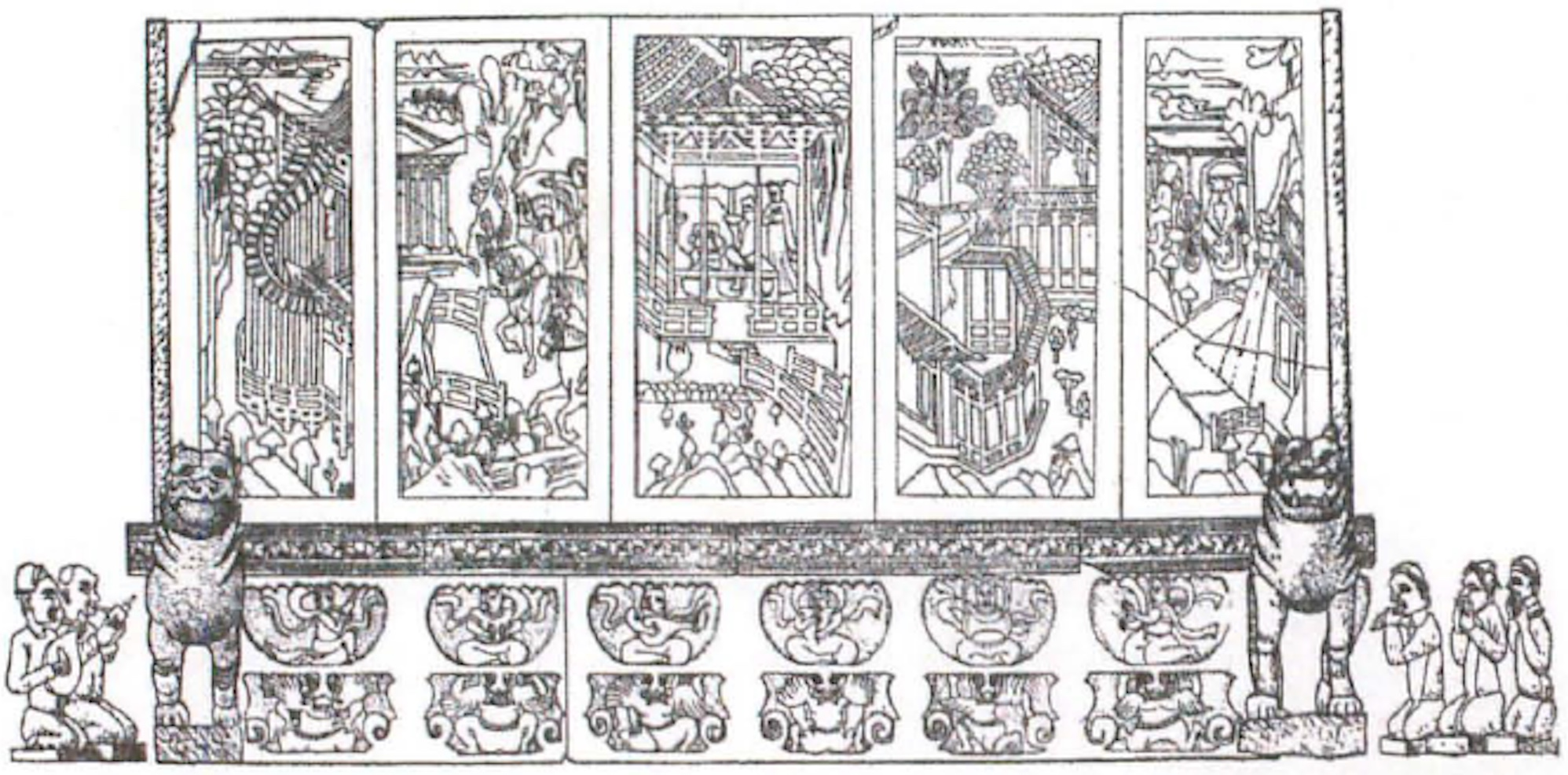
石馬坪粟特墓出土的屏風石棺牀（圍屏石榻）及石獸、伎樂俑綫摹圖。

石馬坪粟特墓或天水粟特墓是一座位於甘肅省天水市秦州區石馬坪的粟特人古墓葬，出土於1982年6月，斷定為北朝晚期至隋朝時期。由於墓誌字跡脫落無法辨識，所以墓主身份姓名等訊息無從得知。再加上當時可供參考的資料不多，墓葬又曾經被盜，文物有限，1992年发表简报。随着太原虞弘墓、西安康業墓、安伽墓、史君墓等粟特人贵族古墓在1999至2004年間相繼出土，重新得到重视，陕西省文物保护研究院於2010年對圍屏石榻進行了修復。

## 簡介
墓葬位於秦州區石馬坪文山頂，為豎井單室磚墓，由墓道、墓門和墓室組成。墓室正中偏南處安置一具圍屏石榻（俗稱「石棺牀」），高1.23米、寬1.15米、長2.18米。連同牀坐、牀板和屏風共有26塊畫像石和素面石，其中畫像石17塊。牀坐正面凹雕兩組上下對應的壼門，上層壼門中為男性伎樂浮雕，盤腿而坐，披帛飛揚，分別演奏鼓、笛、琵琶、箜篌；下層壼門中為神獸浮雕，兩臂生翼，雙手托榻。牀沿刻有連珠忍冬紋並飾以金彩。石屏風由11幅圖像組成，正面5幅，左右兩側各3幅。正面居中圖像雕繪一對夫妻正在對飲，在同其他粟特人墓葬對比分析後，可知對飲圖描繪的應該就是墓主夫妻。其他圖像有狩獵、行船、釀酒、出行等，亦有表現祆教靈魂升天的「亡靈接引圖」。這些圖案的組成和佈局都有對稱性，特別是左右兩側的圖像中有滿月和日輪的對應。雖然屏風畫的金彩多已剝落，但僅從殘留的色彩都不難看出當時流光溢彩的瑰麗景像。
石棺牀正面左右兩腳下各置一隻類似神犬或猛獅的石獸，一雌一雄，均貼金彩繪。牀榻左右兩側還安置有五尊伎樂俑，為高鼻深目濃眉的胡人形象。其中，右側三尊，依次演奏橫笛、貝蠡、排簫；左側兩尊，依次演奏笙、琵琶。此外，該墓還出土有金釵、銅鏡、石枕、鷄首瓶、釉陶燭臺等隨葬品。